# Drepturi LGBT în Israel
     Căsătorie
     Uniune civilă
     Recunoaștere internă limitată (coabitare)
     Recunoaștere externă limitată (drepturi de rezidență)
     Nerecunoscute
     Constituția limitează căsătoria la cupluri formate din persoane de sex opus.
Drepturile LGBT din Israel (în ebraică: זכויות להט"ב בישראל) sunt cele mai bune din Orientul Mijlociu, dar și din continentul Asiatic. Relațiile homosexuale au fost legalizate din 1988, devenind prima țara din Asia ce recunoaște cuplurile de același sex. Deși căsătoriile între persoanele de același sex nu pot să fie făcute aici, sunt recunoscute dacă sunt făcute în orice altă țară. Discriminarea pe baza orientării sexuale a fost interzisă în 1992.
Tel Aviv a fost de asemenea numit des ca fiind unul dintre cele mai bune orașe pentru gay din lume, devenind faimos pentru Tel Aviv Pride, obținând porecla de „capitala gay a Orientului Mijlociu” de revista Out.